# Edmundo Campos Coelho
Edmundo Campos Coelho (Governador Valadares, 03 de março de 1939 – Rio de Janeiro (cidade), 08 de março de 2001) foi um sociólogo brasileiro com atuação em diferentes áreas da Sociologia, incluindo a sociologia das organizações e a sociologia das profissões. Foi pesquisador e professor no IUPERJ (atual IESP-UERJ), onde ingressou em 1969, e permaneceu até o fim de sua vida.

## Biografia

### Trajetória acadêmica
Edmundo Campos Coelho iniciou sua trajetória acadêmica com a graduação em Sociologia, Política e Administração Pública pela Universidade Federal de Minas Gerais - UFMG (1962).
Em 1973, concluiu seu mestrado em Sociologia pela Universidade da Califórnia (UCLA), nos Estados Unidos, sob orientação de Oscar Grusky. Obteve o título de Notório saber na década de 1980, o que lhe permitia orientar teses de doutorado.

### Contribuições para a sociologia
Nas décadas de 1960 e 1970, seu trabalho esteve ligado às temáticas das organizações e da burocracia. Através da publicação de seu primeiro livro, Sociologia da Burocracia, de 1966, Edmundo Coelho introduz no Brasil a abordagem weberiana sobre as teorias das organizações. A partir dessa abordagem, o pesquisador dedica-se aos estudos dos militares e publica o livro Em Busca da Identidade: o Exército e a política na sociedade brasileira.
Na década de 1980, os estudos de Edmundo Coelho voltam-se para a temática da violência e da criminalidade. Suas análises sobre o tema são consideradas pioneiras no Brasil e sua principal produção foi o livro A Oficina do Diabo: crise e conflitos no sistema penitenciário do Rio de Janeiro.
Seu último livro foi As Profissões Imperiais: Advocacia, Medicina e Engenharia no Rio de Janeiro. Edmundo Coelho analisa a formação dos grupos profissionais – os engenheiros, médicos e advogados – no contexto da formação do próprio Estado brasileiro. A obra é considerada um marco nos estudos sobre as profissões no país, por conta de sua sofisticação teórica, de sua pesquisa documental e pelo cuidado na escrita .

## Obras
- Sociologia da burocracia (1966)
- Em busca de identidade: o Exército e a política na sociedade brasileira (1976)
- A oficina do diabo: crise e conflitos no sistema penitenciário do Rio de Janeiro (1987)
- A Sinecura acadêmica - a ética universitária em questão (1988)
- As Profissões Imperiais: Advocacia, Medicina e Engenharia no Rio de Janeiro, 1822-1930 (1999)